# Nuquí
Nuquí là một khu tự quản thuộc tỉnh Chocó, Colombia. Thủ phủ của khu tự quản Nuquí đóng tại Nuquí Khu tự quản Nuquí có diện tích 958 ki lô mét vuông. Đến thời điểm ngày 28 tháng 5 năm 2005, khu tự quản Nuquí có dân số 5176 người.